# جيفري ماثيبولا
جيفري ماثيبولا (بالإنجليزية: Jeffrey Mathebula)‏ مواليد 22 يونيو 1979 في جنوب أفريقيا، هو ملاكم محترف جنوب أفريقي يصنف ضمن فئة وزن الريشة. حقق بطولة الاتحاد الدولي للملاكمة. شارك في دورة الألعاب الأولمبية الصيفية سنة 2000.

## إحصائيات
خاض خلال مسيرته 33 نزالا، فاز في 27 وتعادل في 2 وخسر في 4. فاز بالضربة القاضية في 14 نزالا.

## روابط خارجية
- جيفري ماثيبولا على موقع بوكس ريك (الإنجليزية) (registration required)
- جيفري ماثيبولا على موقع أوليمبيديا (الإنجليزية)